# 巫恩儀
巫恩儀（1988年7月30日—），Datin，簡稱為恩儀，是来自馬來西亞女演員，現為新傳媒私人有限公司旗下部头合約女藝人。

## 事業
她在2008年加入新傳媒之前是一位前選美皇后。完成中六後，巫在2007年贏得了馬來西亞環球選美皇后國際小姐大賽。她的電視處女作為2008年新加坡馬來西亞聯合製作的《我爱麻糍》。

## 電視作品
| 首播 | 剧名       | 角色   |
| ---- | ---------- | ------ |
| 2008 | 我爱麻糍   | 张慧君 |
| 2009 | 乒乓圆     | 马丽安 |
| 2009 | 幸福满贯   | 苏小琳 |
| 2010 | 我在你左右 | 林洁莹 |
| 2010 | 星光灿烂   |        |
| 2011 | 黑色夕阳   | 叶婷婷 |
| 2011 | 断掌的女人 | 罗银玉 |
| 2011 | 漁米人家   | 李美芬 |
| 2012 | 浴女图     | 钱家怡 |
| 2012 | 猪仔馆人家 | 关耐冬 |
| 2013 | 家有超男   | 王嘉美 |
| 2014 | 阿爸       | 庄窈敏 |
| 2016 | 脉动人心   | 杨嘉明 |